# Amphithera eulampra
Amphithera eulampra är en fjärilsart som beskrevs av Diakonoff 1955. Amphithera eulampra ingår i släktet Amphithera och familjen bronsmalar. Inga underarter finns listade i Catalogue of Life.